# Jossgrund
Jossgrund è un comune tedesco di 3 453 abitanti situato nel land dell'Assia.